# Nymphoides cordata
Nymphoides cordata är en vattenklöverväxtart som först beskrevs av Ell., och fick sitt nu gällande namn av Merritt Lyndon Fernald. Nymphoides cordata ingår i släktet sjögullssläktet, och familjen vattenklöverväxter. Inga underarter finns listade i Catalogue of Life.

## Bildgalleri

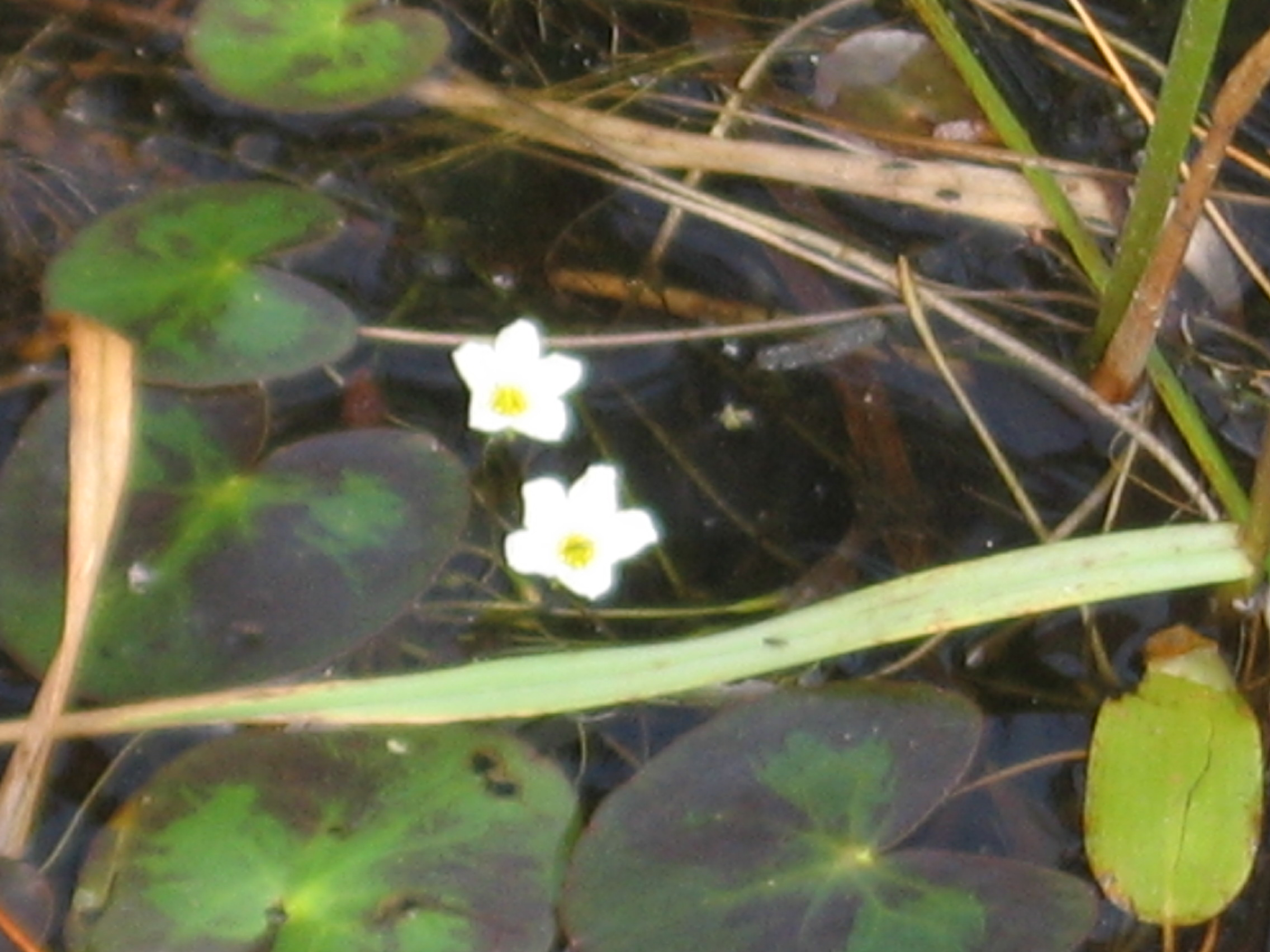
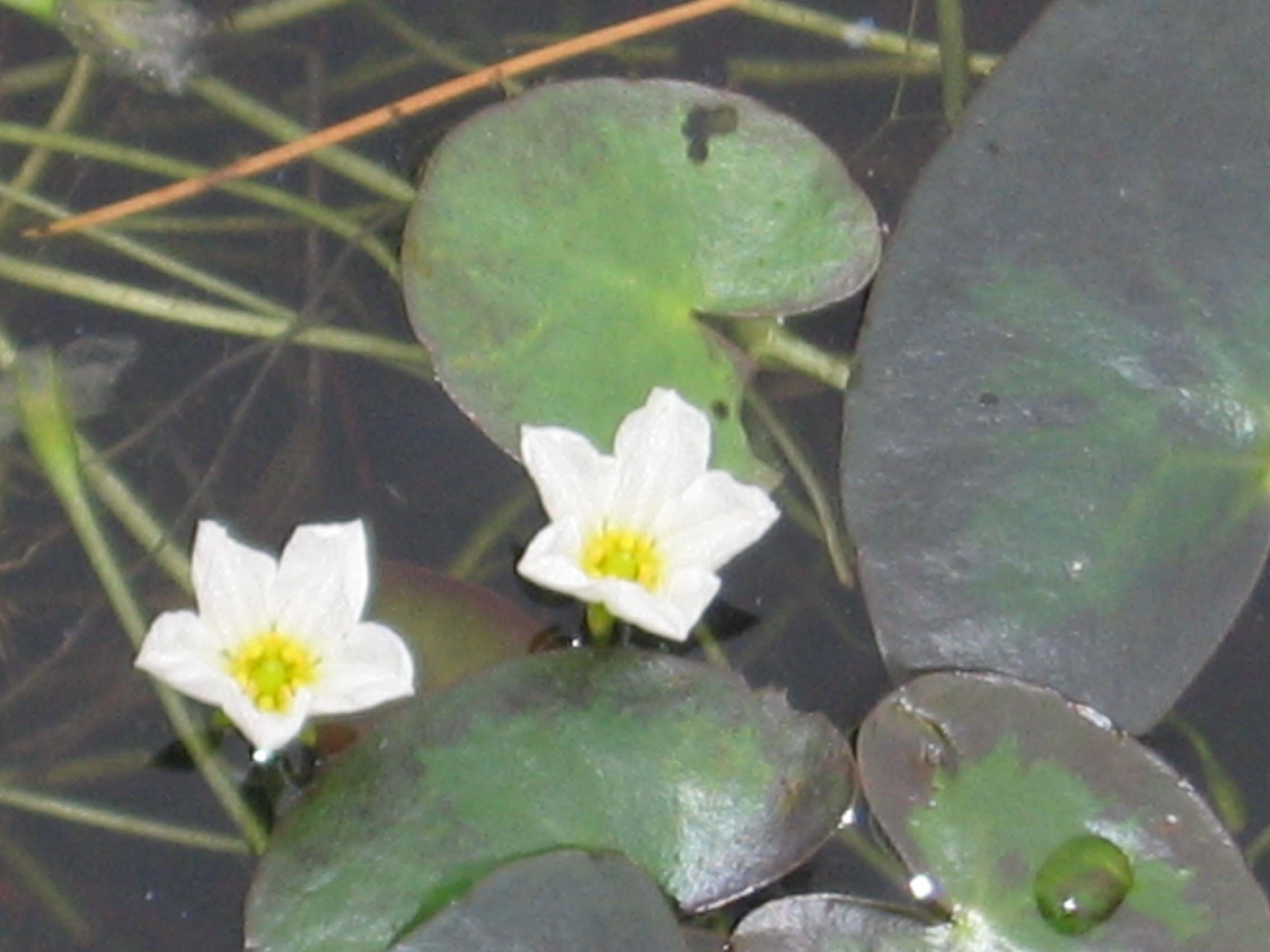
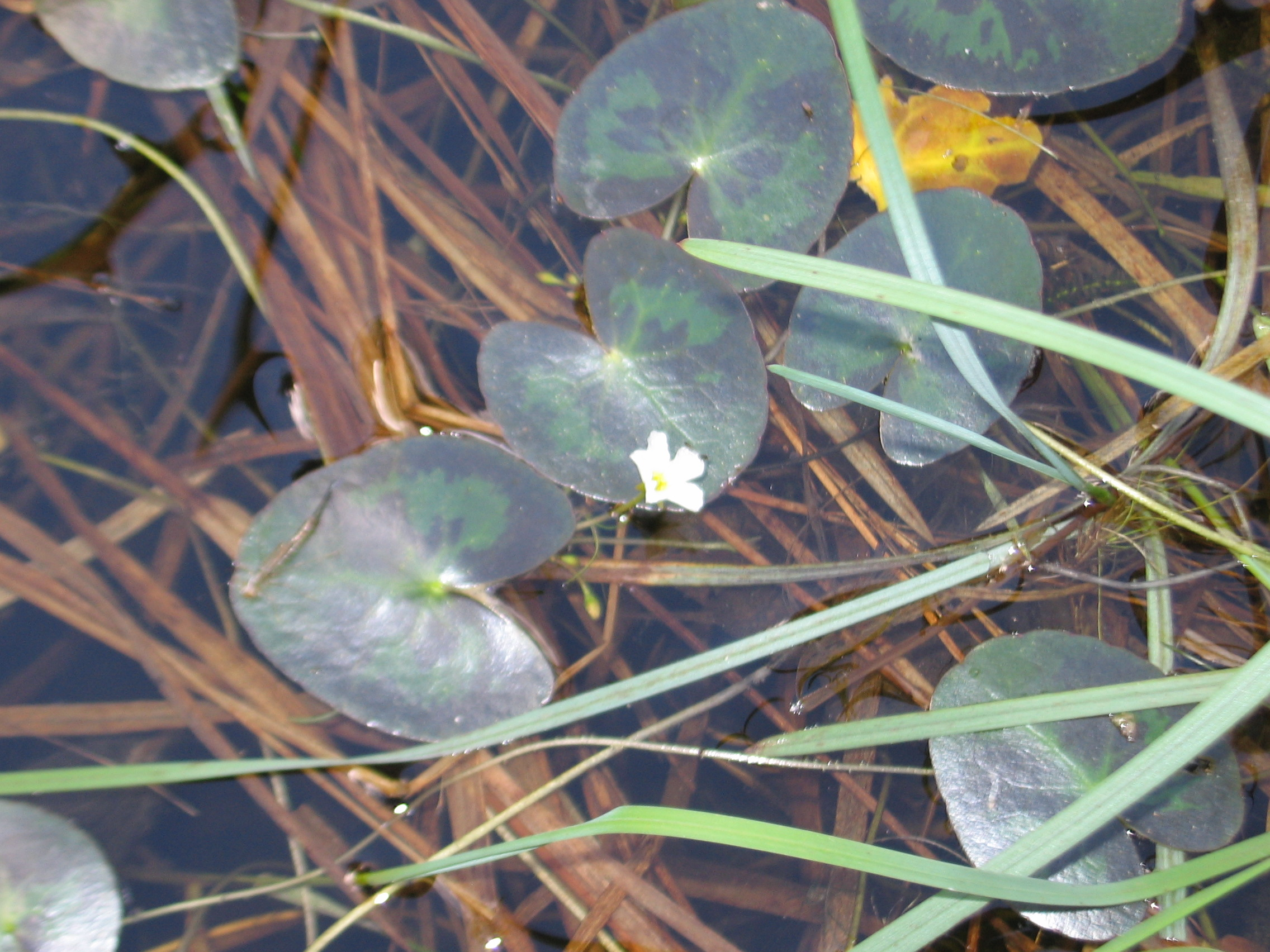